# Gelotofilija
Gelotofilija je definirana kot veselje, ki ga posameznik doživlja, ko je on tarča posmeha. Gelotofilisti tako iščejo situacije, v katerih bi pripravili druge do smeha na račun sebe. Tega pa ne delajo zato, da bi se osmešili, temveč zato, ker uživajo, da se drugi smejijo. Gelotofilisti radi povedo tudi svoje nerodne in smešne izkušnje, da razvedrijo druge. Poleg katagelasticizma in gelotofobije predstavlja gelotofilija eno izmed treh razsežnosti odnosa do šaljivosti in posmeha.

### Raziskave
Izraženost katagelasticizma, gelotofilije in gelotofobije merimo z vprašalnikom PhoPhiKat-45. Avtorici Inrea Samson in Yonni Meyer (2010) sta preučevali povezavo med gelotofilijo in agresivnimi ter neagresivnimi risankami. Ugotovili sta, da so bile posameznikom z večjo izraženostjo gelotofilije bolj smešne tako agresivne kot neagresivne risanke. Gelotofilisti so namreč na sploh bolj vedri ljudje in posmeha ne razumejo v negativnem pomenu. Izraženost gelotofilije je bila tudi neodvisna od agresivnosti oziroma neagresivnosti risanke.
Proyer et. al. (2013) so raziskovali gelotofilijo ugotovili, da je gelotofilija v večji meri izražena pri mladostnikih, ki so nasilni (»bully«) oziroma pomagajo nasilnežu, a le pri nekaterih starostnih skupinah. Prav tako so ugotovili pozitivno povezavo med katagelasticizmom in gelotofilijo, torej tisti, ki se radi šalijo na račun drugih, se v določeni meri šalijo tudi na svoj račun.